# De Bassompierre
De Bassompierre is een Belgisch geslacht waarvan leden sinds 1929 tot de Belgische adel behoren.

## Geschiedenis
De stamreeks voert terug tot Nicolas Bassompierre, chirurgijn-barbier te Luxemburg, die trouwde met Marie Herman, wier dochter in 1686 gedoopt werd; deze laatste datum is tevens de oudst bekende datum inzake dit geslacht. Nazaten vestigden zich als boekhandelaren in Luik. In de 19e eeuw leverde het geslacht diplomaten of trouwden leden met diplomaten.

### Adelsbesluiten
Albert de Bassompierre (1873-1956) was Belgisch ambassadeur en werd in 1929 in de Belgische adel verheven met de titel van baron overgaand bij recht van eerstgeboorte. Diens zoon Jean de Bassompierre (1914-1990) werd ook ambassadeur en verkreeg in 1982 de persoonlijke titel van baron.
Een zoon van de laatste, Guy de Bassompierre (1947-1990) was ambassaderaad en later verbonden als attaché aan het Belgische hof. Hij was getrouwd met Nathalie Van den Abeele (1948), hofdame van koningin Paola. Zij verkreeg in 1991 voor haar man postuum de persoonlijke titel van baron terwijl zij vergunning verkreeg de titel van barones te dragen voor de naam van haar overleden man. Zij hertrouwde in 2001 met Baudoin prins de Merode. In 2014 kregen de vier zonen uit het huwelijk De Bassompierre-Van den Abeele allen de titel van baron, overgaand op al hun afstammelingen.

### Wapens
Bij de adelsverheffing in 1929 werd een geslachtswapen verleend. In 1956 werd aan de familie onder erkenning het wapen verleend van een gelijknamige en illustere familie uit Lotharingen waarvan de Maarschalk van Frankrijk François de Bassompierre (1579-1646) de bekendste telg is; de blazoenering van dat wapen was: 'van zilver met drie kepers van keel'. Negen familieleden van deze laatste, Franse familie, namelijk afstammelingen van de broer van de genoemde maarschalk, spanden in december 1956 een proces aan tegen de usurpatie van dat wapen. In de Memorie-Van Hille wordt aangetoond op basis van archiefonderzoek dat de Belgische Bassompierres niet kunnen bewijzen dat zij geparenteerd zijn aan de Franse familie, noch dat zij eerder het gelijkaardige wapen hebben gevoerd. Voorts wijst de memorie op basis van jurisprudentie aan dat het toekennen van een wapen dat door een andere familie, in dit geval de Franse familie, werd gevoerd aan een gelijknamige, niet verwante familie, zelfs al betreft het hier een uitgestorven familie, niet is toegestaan. De Raad van State gaf hun gelijk, en de Belgische familie kreeg in 1960 aldus met terugwerkende kracht tot 1956 een ander wapen toegekend (dat grote gelijkenis vertoont met dat van de Franse familie, maar afwijkt door de toevoeging 'op het schildhoofd een bloem van paulownia van zilver').

## Enkele telgen
Albert baron de Bassompierre (1873-1956), ambassadeur
- Jkvr. Ghislaine de Bassompierre (1904-1978); trouwde in 1925 met Joë burggraaf Berryer (1897-1978), ambassadeur en telg uit het geslacht Berryer
- François baron de Bassompierre (1908-1997), ingenieur
  - Jean-Jacques baron de Bassompierre (1937), jurist en hoofd van het geslacht
- Jkvr. Elisabeth de Bassompierre (1910-1982); trouwde in 1931 met jhr. mr. dr. Edouard Teixeira de Mattos (1898-1978), Nederlands ambassadeur en telg uit het geslacht Teixeira de Mattos
- Jean baron de Bassompierre (1914-1990), ambassadeur
  - Guy baron de Bassompierre (1947-1990), ambassaderaad en hofattaché; trouwde in 1970 met Nathalie Van den Abeele (1948), hofdame van koningin Paola

### Adellijke allianties
- De Woot de Trixhe (1902); Berryer (1925); Behaghel de Bueren (1931); Teixeira de Mattos (1931); De Potesta (1946); Cruysmans (1954); Agie de Selsaeten (1961); Jonet (1972); D'Oultremont (1972); De Bellefroid d'Oudoumont (1985); Puissant Baeyens (1995)